# 布切恰
布切恰是羅馬尼亞的城鎮，位於該國北部，距離首府博托沙尼15公里，由博托沙尼縣負責管轄，面積96.58平方公里，海拔高度238米，2009年人口5,197，其中約九成居民是東正教。
47°46′N 26°26′E / 47.767°N 26.433°E